# Bodom-tavi gyilkosságok
A Bodom-tavi gyilkosságok Finnország máig megoldatlan, leghírhedtebb kriminalisztikai ügye, mely során 1960. június 5-én virradóra három sátrazó fiatallal végzett és egyet súlyosan megsebesített az elkövető, akit a kiterjedt nyomozás ellenére soha nem sikerült azonosítani, és az évek során számos elmélet született a gyilkos kilétéről.
Az eset alapján választotta a nevét a Children of Bodom nevű finn dallamos death metal együttes, amelynek több száma, illetve albuma is utal az eseményekre.

## Az eset

### A gyilkosság
1960. június 4-én két 15 éves lány, Maila Irmeli Björklund és Anja Tuulikki Mäki, valamint barátaik, a 18 esztendős Seppo Antero Boisman és Nils Wilhelm Gustafsson útnak indult Espooból egy hétvégi kempingezésre, egy jól ismert, Helsinkitől 20 kilométerre fekvő kempinghelyszínre mentek, a közeli Bodom-tó (finnül: Bodominjärvi, svédül: Bodom träsk) partjához. A sátrukat a tó déli oldalán állították fel, egy félszigeten, nem messze egy népszerű strandtól, éjfél tájékán vonultak vissza aludni a sátrukba. A fiúk pár óra múlva felkeltek, hogy hajnali horgászásra menjenek, majd visszatértek a sátrukhoz, és újra lefeküdtek aludni. A támadás a kora reggeli órákban érte őket, valamikor 4 és 6 óra között. A sátruk köteleit elvágták, és a ponyva rájuk omlott. A gyilkos kövekkel és késsel támadta meg a fiatalokat kívülről, a sátorponyván keresztül ütötte, kaszabolta őket. Minden olyan gyorsan történt, hogy az áldozatok zajt sem csaptak, fel sem tudtak eszmélni arra, mi történik velük.
Az esetet konkrétan senki sem látta, de volt néhány szemtanú, akik a távolból felfigyeltek némi mozgásra a reggel folyamán. A három kilométer hosszú, egy kilométer széles tó túlpartján madárlesen volt két kisfiú, akik a messzeségből egy szőke férfit vettek észre a helyszínen, a sátorhoz azonban nem mentek oda. A holttesteket délelőtt 11 körül fedezte fel egy helyi ács, Risto Sirén. Mäki és Boisman holtteste a sátorban feküdt, Björklundé és a sérült Gustafsson, azonban annak tetején. Björklundot, Mäkit és Boismant ismeretlen tárgyakkal halálra döfték és verték a sátor falán keresztül, kívülről. Az elkövető Gustafssonra is rátámadt, állkapcsát és több arccsontját eltörte, továbbá agyrázkódást is okozott neki. Gustafsson elmondása szerint egy fekete és élénkpiros ruhás támadóra emlékezett, azonban ennél többre nem emlékezett a támadóról a sérülései következtében. A rendőrség szokatlan módszereket is bevetett: mára már erősen megkérdőjeleződött, hogy hipnózissal megbízható, valódi emlékképeket lehet-e előhívni, akkoriban azonban több bizalmat szavaztak ennek a módszernek, és Gustafssonból többször is megpróbáltak hipnózissal előhívni emlékeket, és tudott is adni egy személyleírást, ami alapján fantomkép is készült a tettesről: szőke, hátrafésült, hosszabb haj, kerekded arc, nagy szemek. Hasonló leírást adott a tónál látott rejtélyes férfiról az egyik távoli szemtanú is, aki szintén hipnózis alatt tudta felidézni az illető külsejét. A három holttest közül Björklundé volt a legrosszabb állapotban – deréktól lefelé meztelen volt, és láthatóan halála után is több szúrás érte. Sirén azonnal értesítette a rendőrséget, akik dél körül érkeztek ki a helyszínre. Eddigre az áldozatok már legalább hat órája elhunytak.

### A nyomozás

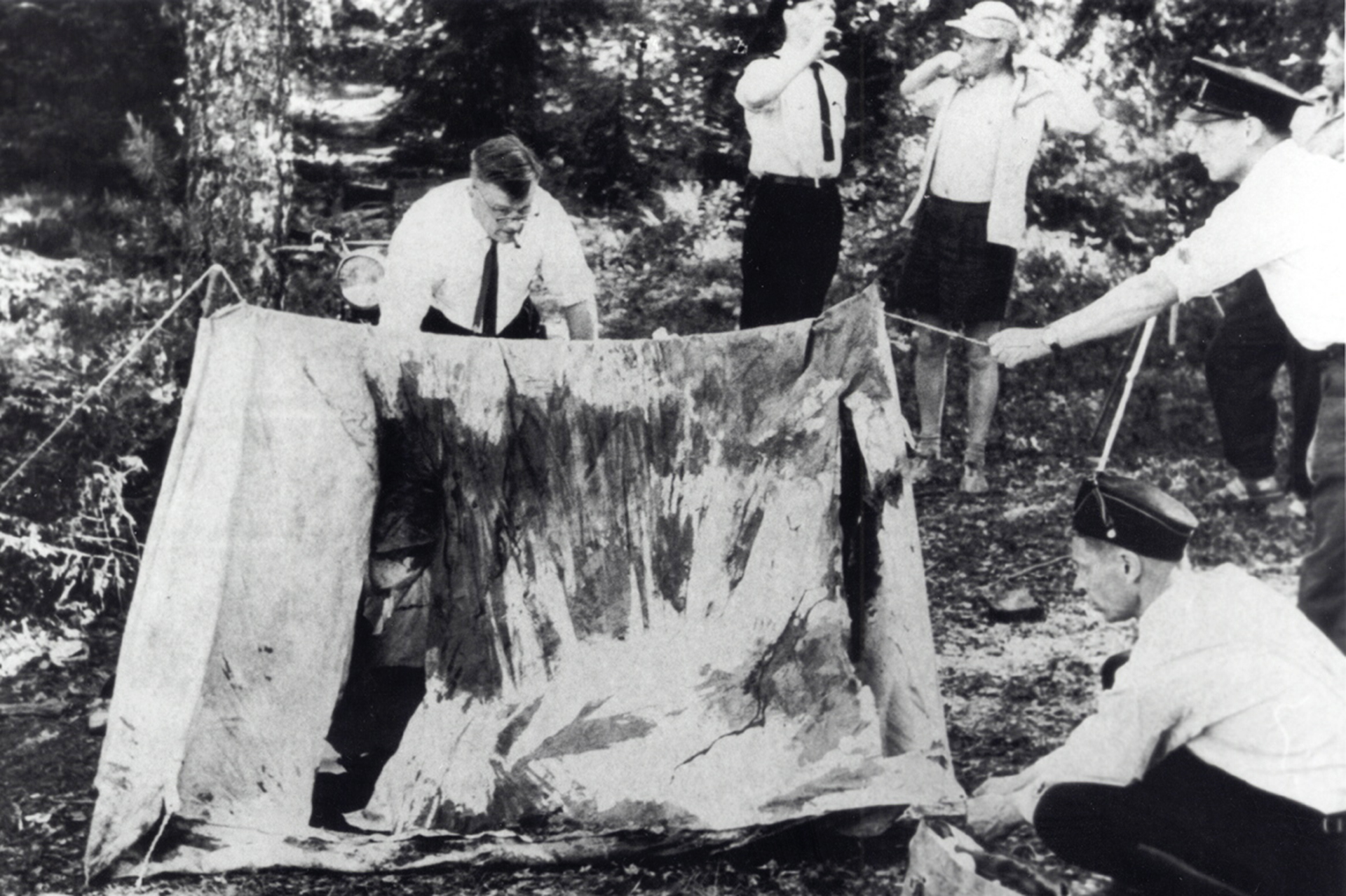
A helyszínelő rendőrök

A helyszínen számos furcsaságot találtak, amelyek még rejtélyesebbé tették az ügyet. Az áldozatok motorjaihoz való slusszkulcsokat például elvitték, a járművek azonban továbbra is a helyszínen voltak. Gustafsson cipője is hiányzott, azt körülbelül 500 méterre a sátortól találták meg, ruhájának néhány darabjával együtt. A rendőrök számos hibát is vétettek a helyszínelés során – nem zárták le a környéket, nem vették hivatalos jegyzőkönyvbe a talált tárgyakat, és első érkezésük után egy időre távoztak is, amit követően kíváncsiskodók hada forgatta fel a tetthelyet. Hogy javítsák a hibáikat, a nyomozásban résztvevő rendőrök a hadsereghez fordultak, hogy segítsenek az eltűnt tárgyak megtalálásában, viszont csak még jobban megváltoztatták a tetthely állapotát, és a tárgyak nagy része sosem került elő.

## Gyanúsítottak

### Karl Valdemar Gyllström
Karl Valdemar Gyllström volt az első, akit meggyanúsítottak a gyilkosságokkal, akinek egy büfés bódéja volt a Bodom-tó közelében. A tónál kempingezők gyakran vásároltak nála, Gyllström meglehetősen ellenséges volt velük, számos tanú szerint például előfordult, hogy felállított sátrakat vágott le, vagy kövekkel dobált meg túrázókat. A későbbiekben voltak, akik azt állították, őt látták távozni a helyszínről, azonban túlságosan féltek tőle ahhoz, hogy erről beszámoljanak a hatóságoknak. Gyllström állítólag többször is elismerte, hogy ő követte el a gyilkosságot (józanon és ittasan egyaránt), azonban a rendőrség elmebetegnek tartotta, és közvetlen bizonyítékokat sem találtak, így nem nyomoztak a férfi után. Gyllström 1969-ben hunyt el, a Bodom-tóba fulladt – a jelek szerint öngyilkos lett –, így DNS-mintát sem tudtak tőle venni később, amikor már rendelkezésre állt volna a technológia. A férfinak akkoriban alibije volt az estére: a felesége tanúsította, hogy mellette volt a kérdéses időpontban, azonban néhány évvel később a felesége azt állította, hogy hazudott korábban az alibijével kapcsolatban, mert a férje megfenyegette, hogy megöli, ha nem igazolja, hogy vele volt az érintett éjszaka folyamán.

### Hans Assmann
Egy másik gyanúsított szintén egy helybéli lakos, a német születésű Hans Assmann volt. Visszahúzódó természete és ezen ügy hatására az évek során Assmannt több gyilkossággal is összefüggésbe hozták, de egyik esetben sem találtak ellene bizonyítékokat. Egyes források szerint Assmann a támadás utáni napon egy helsinki kórházban jelent meg véres ruhákkal és földtől fekete körmökkel. A viselkedése is furcsa volt: eszméletlennek tettette magát, amikor azonban tűvel közelítettek felé, zavartan és agresszívan viselkedett. Az ott dolgozóknak rögtön a Bodom-tavi gyilkosság jutott eszébe, egy Jorma Palo nevű neurológus professzor, aki a kórházban Assmannt kezelte, évtizedek után is meg volt győződve róla, hogy az elkövetővel volt dolga. Olyannyira, hogy több könyvet is írt a rejtélyről, Assmann bűnössége mellett érvelve. A rendőrség egy rövid kihallgatást követően elengedte a férfit, Assmann koszos ruháit nem foglalta le és vizsgáltatta meg a rendőrség, az orvosokat, valamint akik ellátták, nem hallgatták ki. A bűnösség gyanúját valamelyest erősíti, hogy Assmann levágatta a haját rögtön azt követően, hogy a hírekben közzétették a feltételezett gyilkos személyleírását. A hivatalos rendőrségi beszámolók szerint viszont Assmann a gyilkosság idején Németországban tartózkodott. Úgy hírlett, hogy Assmann a szovjet titkosszolgálat, a KGB ügynöke. Több későbbi interjú is megkérdőjelezi Assmann szavahihetőségét: állításai szerint a második világháború során a Waffen-SS-ben szolgált egy koncentrációs tábor őreként, azonban csalódott a nácizmusban, miután szerelmes lett egy zsidó nőbe. Amikor ez kiderült, a keleti frontra vezényelték, ahol szovjet fogságba esett, állítása szerint ekkor lett titkosszolgálati ügynök. A történet több okból nehezen hihető. Azonban Assmann külsőleg hasonlított a személyleírásra, amelyet a szőke férfit távozni látó gyermekek adtak. Assmann a 90-es évek végén hunyt el.

### Nils Wilhelm Gustafsson
2004 márciusában a hatóságok letartóztatták és bíróság elé állították Nils Gustafssont. A nyomozók azt állították, valójában már 1960 óta rá gyanakodtak, és szerintük meggyőző bizonyítékkal álltak elő. Egyfelől azt állították, a gyilkos biztosan Gustafsson cipőjét viselte a támadás során, mivel azokon megtalálható volt az áldozatok vére, de Gustafssoné nem. A tárgyalás során a vád arra a lehetséges forgatókönyvre épített, hogy az éjszaka során Gustafsson és Boisman között dulakodás alakult ki – innen származhattak Gustafsson sérülései –, amire válaszul a részeg Gustafsson a sátorból kiszorulva megölte barátnőjét és a másik párt is. Ezután a vád szerint saját magán ejtett néhány felszínes szúrt sebet, megpróbálta elrejteni cipőjét, és elrendezte a tetthelyet úgy, ahogy arra később rátaláltak. A vád szerint az, hogy a madárlesen lévő gyermekek valakit távozni láttak, szintén ezt az elméletet támasztja alá. Gustafsson és védője ezekre a feltételezésekre azzal válaszolt, hogy ha Boisman valóban úgy megverte volna Gustafssont, mint ahogy azt sérülései mutatták, akkor a férfi korántsem lett volna olyan fizikai állapotban, hogy hármójukat ilyen brutális módon meggyilkolja, nem beszélve arról, hogy oda-vissza egy kilométert megtegyen, hogy elrejtse a cipőjét. A tárgyaláson végül a védelem nyert, és egy évvel letartóztatása után Gustafssont felmentették minden vád alól.

### További lehetséges elkövetők
Assmannon, Gyllströmön és Gustafssonon kívül felmerült még néhány név a nyomozás során, olyan is volt, aki beismerte a gyilkosságokat, de vagy ki tudták zárni, vagy még kevesebb bizonyíték volt ellenük. Beismerő vallomást tett Pentti Soininen is, aki egy sor tulajdon elleni és erőszakos bűncselekmény elkövetője volt, alkohol és drogok hatása alatt kiszámíthatatlanul viselkedett, a rendőrség szerint nem volt szavahihető. A férfi 15 éves volt a gyilkosságok idején és 24 éves, amikor Gyllströmhöz hasonlóan öngyilkos lett. Akkor is éppen börtönben ült, felakasztotta magát, amikor egyik intézményből egy másikba szállították.